# کنتراست

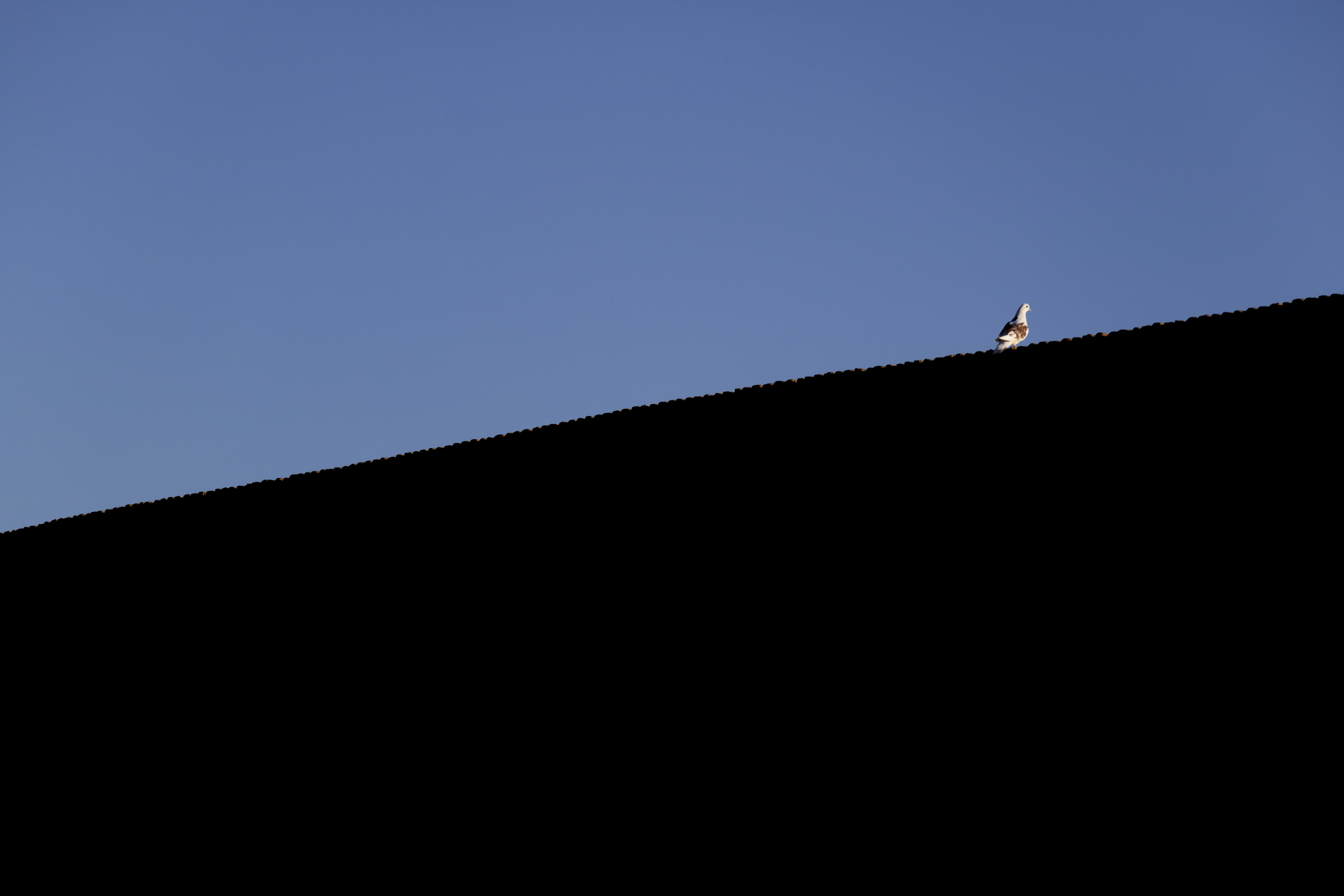
کانترست شدید یک دیوار غروب تابستانی، کاروانسرای دیر گچین

کُنْتْراست(فرانسوی) (به انگلیسی: کانترستContrast) تفاوت درخشندگی رنگ یا تضاد در اشیاست که باعث تمایز آنها (یا تصویرشان) از یکدیگر می‌شود. واژهٔ فرانسوی کانترست به‌معنای تباین و جدایی است و یکی از اصل‌های پایه‌ایِ رشته‌های گوناگونِ هنر است.
برای نمونه، رامبراند معمولاً از کنتراست شدید تیرگی ـ روشنی بهره گرفته و با تاباندن نور در بخش‌های موردنظرش، که درمیان سایه‌های تیرهٔ وسیع در تابلو قرار گرفته‌اند، بر این بخش‌ها تأکید می‌کند.